# Hiperuricemia
A hiperuricemia é a presença de níveis altos de ácido úrico no sangue. O limite normal para homens é de 400 µmol/L (6,8 mg/dL), e 360 µmol/L (6 mg/dL) para mulheres.
O ácido úrico é o produto final do metabolismo de purinas em humanos, pois não produzimos a urato oxidase, enzima que degrada o ácido úrico. Cerca de 70% é excretado pelos rins e 30% pelo intestino. Níveis elevados desta substância podem levar à Gota (doença) e, em alguns casos, acometimento renal (nefrolitíase por uratos).

## Classificação
A hiperuricemia pode ser primária ou secundária:
- Primária, quando é um problema do próprio metabolismo (como nefropatia  juvenil), idiopática(sem causa conhecida) ou causado por dieta com excesso de purinas.
- Secundária, quando a elevação se deve a doenças preexistentes (como diabetes, alcoolismo, nefropatias, certos tumores, ) ou por drogas que alteram a produção e excreção de ácido úrico como algumas quimioterapias, anti-inflamatórios, ácido acetil salicílico (aspirina) e diuréticos.

A hiperuricemia, em 75% dos pacientes, é assintomática (sem sintomas). Em 25%, podem ocorrer sintomas como:
- Dores nas articulações, especialmente dos pés e pernas (gota);
- Pele irritada, vermelha e dolorida nos pés ou pernas (eritema em membros inferiores);
- Cálculos renais/nefrolitíase (pedras nos rins);
- Infecções renais (nefrites) e;
- Sangue na urina (hematúria);
- Náusea e vômito;
- Formação de depósitos de ácido úrico nos tecidos (tofos).

### Fatores de risco
Os níveis altos de ácido úrico estão associados com:
- Abuso do álcool;
- Obesidade;
- Hipertensão;
- Doenças renais;
- Doenças cardiovasculares;
- Uso de medicamentos que inibem a excreção de ácido úrico;
- Dieta com excesso de proteínas carnes e frutos do mar;

A presença de hiperuricemia é associada a fatores de risco como hipertensão arterial, hiperlipidemia, diabetes e doenças cardiovasculares.
O amplo consumo de alimentos ricos em purinas (como carnes e frutos do mar) é reconhecido como uma das causas da hiperuricemia, apesar de ser comprovadamente um fator menor se comparado ao metabolismo proteico de origem endógena. A composição das bases púricas nos alimentos é variável, mas estudos sugerem que dietas ricas em adenina e hipoxantina são mais eficazes no aumento da hiperuricemia.
Além disso, ela também pode ser causada por defeitos genéticos, que alteram o Ciclo da ureia.

## Epidemiologia
Níveis de ácido úrico no plasma acima de 6 mg nas mulheres e 7 mg nos homens ocorrem em 15% da população acima de 40 anos. Entre 2 e 13% da população tem hiperuricemia sendo 4 vezes mais comum em homens. Costuma ocorrer mais nos homens a partir da puberdade, com maior incidência a partir dos 30;40 anos e, nas mulheres, na menopausa, entre 40 e 50 anos.

## Tratamento
Tendo em vista que a hiperuricemia é um fator de risco para as doenças cardiovasculares, renais e articulares  deve-se manter o ácido úrico plasmático normal. No tratamento da hiperuricemia é necessário: evitar o ataque agudo de artrite úrica (gota); usar anti-inflamatórios não-esteroides nas crises de dor; usar hipouriceminates ou uricosúricos nos casos mais severos; fazer a profilaxia da recorrência das artrites, litíase, nefrite e gota; diminuir os fatores predisponentes como álcool, dieta inadequada e medicações que diminuam a excreção de ácido úrico pelo rim; prevenir e reverter a deposição de cristais de uratos nas articulações, ossos e tecidos; prolongar por tempo suficiente o tratamento para que os uratos sejam desmobilizados dos tecidos e ossos e que o valor plasmático do ácido úrico volte ao normal.
Os alimentos não recomendados para os pacientes com hiperuricemias são os ricos em purinas como:
- Carnes de órgãos/miúdos (fígado, coração, língua e rins...),
- Peixes (sardinhas, truta, anchova...),
- Frutos do mar como mexilhão, camarão e caranguejo;
- Grãos como feijão, grão de bico, ervilha e lentilha.
- Caldos e ensopados com essas carnes e grãos também devem ser evitados porque o ácido úrico é muito hidrossolúvel e assim, quando são cozidos em água, o ácido úrico se difunde nos líquidos;
- Bebidas alcoólicas, especialmente as com levedura.

Por fim, cabe dizer que toda dieta, por melhor que seja feita, só pode baixar em torno de 25% (aproximadamente 1 mg) dos valores plasmáticos do ácido úrico, então pacientes com níveis muito altos de ácido úrico também precisam de uricosúricos, medicamentos que reduzem a reabsorção de urato e previne pedras nos rins (nome comercial probenecida) .